# Маргарита де Валуа
Маргари́та де Валуа́ (фр. Marguerite de Valois; 14 мая 1553, Сен-Жерменский замок, Сен-Жермен-ан-Ле, Франция — 27 марта 1615, Париж, Франция), известна также как «Королева Марго́» — французская принцесса, дочь короля Франции Генриха II и Екатерины Медичи. В 1572—1599 годах — жена лидера гугенотов Генриха де Бурбона, короля Наваррского, который под именем Генриха IV занял французский престол в 1589 году. Последняя представительница династии Валуа. Писательница, автор «Мемуаров», заглавная героиня романа и пьесы Александра Дюма «Королева Марго».

## Биография

### Семья и детство
Маргарита была третьей, младшей дочерью и седьмым ребёнком Генриха II и Екатерины Медичи. Французский престол по очереди занимали её братья Франциск II (1559—1560), Карл IX (1560—1574) и Генрих III (1574—1589).
С малолетства девочка отличалась очарованием, независимым нравом, острым умом и в духе эпохи Ренессанса получила хорошее образование: знала латынь, древнегреческий, итальянский, испанский языки, изучала философию и литературу, хорошо владела пером. Среди ее учителей был гуманист Жак Амио, епископ Осерский. «Королева Марго» — литературное изобретение писателя Александра Дюма, растиражированное в последующее время; именем Марго её называл только Карл IX.

### Матримониальные планы
С раннего детства рука Маргариты была предметом торга: сначала её прочили в невесты Генриху де Бурбону, принцу Беарнскому и наследнику королевства Наварра, затем — дону Карлосу, сыну Филиппа II Испанского. Самые долгие переговоры (1560—1571) о замужестве длились с португальским двором и королем Себастьяном, однако брак не состоялся, главным образом, из-за противодействия испанской короны. В 1570 году у Маргариты завязались романтические отношения с герцогом Генрихом де Гизом — фактическим главой католиков Франции и позднее претендентом на трон, что побудило Карла IX и Екатерину Медичи изолировать принцессу, поскольку возможный брачный союз усилил бы позиции семьи Гизов и нарушил хрупкий баланс между католиками и протестантами. Для обеспечения выполнения условий Сен-Жерменского мира с гугенотами в 1571 г. Карл IX и Екатерина Медичи возобновили переговоры о браке Маргариты с принцем Наваррским. Итоговые пункты брачного соглашения подписала королева-мать и Жанна д’Альбре, мать Генриха.

### Королева Наваррская
18 августа 1572 года девятнадцатилетняя католичка Маргарита была выдана замуж за своего одногодка, восемнадцатилетнего гугенота Генриха де Бурбона, короля Наваррского, принца крови и троюродного брата. Венчание происходило в соборе Парижской Богоматери по специально разработанному церемониалу, когда жениха у алтаря представлял брат невесты Генрих Анжуйский. Свадьба, отпразднованная с большой пышностью и собравшая в Париже цвет гугенотской знати, закончилась Варфоломеевской ночью, массовым избиением протестантов в ночь на 24 августа 1572 г. Уцелев во время резни в Лувре и сохранив хладнокровие, Маргарита спасла жизни нескольким гугенотским дворянам и главное, своему мужу, Генриху Наваррскому, отказавшись оформлять развод с ним, как настаивали её родственники.
Когда Генрих Наваррский бежал из Парижа в 1576 году, она какое-то время ещё оставалась при дворе в качестве заложницы, поскольку Генрих III небезосновательно подозревал, что она была причастна к интригам мужа. В 1577 году ей позволили совершить дипломатическую поездку в испанскую Фландрию, охваченную освободительным движением, с целью подготовить почву для занятия трона герцога Брабантского её младшим братом, Франсуа Алансонским. Проведя достаточно успешные переговоры с фламандской знатью, настроенной профранцузски, она смогла ускользнуть от преследовавших ее отрядов дона Хуана Австрийского, испанского губернатора Нидерландов. Маргарита отправилась к своему мужу только летом 1578 г., когда был заключён промежуточный мир с гугенотами, и до начала 1582 года жила в его резиденции в Неракском замке, собрав вокруг себя блестящий двор.
По настоянию Генриха III она вернулась в Париж, в надежде, что муж последует за ней, но в августе 1583 г. рассорилась с королем и матерью, поскольку открыто противостояла королевским фаворитам — герцогам д’Эпернону и Жуайезу, и интриговала в пользу своего младшего брата. После этого Маргарита покинула французский двор и направилась назад в Нерак, но там оказалась в политической изоляции, поскольку Генрих Наваррский постоянно пребывал подле своей фаворитки графини де Гиш.
Начиная с лета 1584 г., после смерти Франсуа Алансонского, король Наваррский — законный наследник французской короны, что позволяло ему уже не использовать посредничество жены в своих отношениях с французским двором, а действовать самостоятельно, диктуя условия бездетному Генриху III. В такой ситуации в мае 1585 г. Маргарита отправилась в Ажен, своё собственное католическое графство на юге Франции, где объявила себя членом Католической Лиги, возобновила отношения с герцогом де Гизом и фактически выступила против мужа и брата. Осенью 1586 г., после провала аженской авантюры, она была взята под стражу отрядами Генриха III и отправлена в замок Юссон в Оверни, но в качестве узницы пробыла около двух месяцев. Герцог де Гиз выкупил её у коменданта и сделал хозяйкой замка. Швейцарцы, её охранявшие, присягнули ей на верность. Гиз погиб в 1588 г., Генрих III — в следующем году, а Генрих Наваррский с военным лагерем перемещался по всей Франции, давая сражения лигерам и иностранным интервентам. В Париже расположился испанский гарнизон, поддерживавший претензии испанской инфанты на французский трон. В такой ситуации Маргарите некуда было возвращаться.
В Юссоне она прожила последующие 18 лет, до 1605 г. После вступления на престол Генриха IV папа Климент VIII расторг его бездетный брак с Маргаритой (30 декабря 1599 г.).

### Последние годы
Последние годы жизни Маргарита провела в Париже, собрав вокруг себя самых блестящих учёных и писателей. Она оставила мемуары (Париж, 1628); собрание её писем издал Guessard (Париж, 1842) и Элиан Вьенно (Париж, 1999 и переиздания).
Маргарита де Валуа не изменила себе и в конце жизни. Окружённая поклонниками, часто много младше её, она продолжала быть участницей светских авантюр, равно как и важных политических событий. Даже после развода с Генрихом IV она осталась членом королевской семьи с титулом королевы, и как последняя Валуа воспринималась в качестве единственной легитимной наследницы королевского дома. Король постоянно привлекал её для организации больших церемониальных мероприятий в духе двора Валуа и поддерживал с ней тесные отношения. Его вторая жена, Мария Медичи, часто просила её совета. После убийства Генриха IV в 1610 году Маргарита много усилий приложила для того, чтобы гражданские смуты не разгорелись с новой силой.
27 марта 1615 года она умерла от воспаления лёгких, завещав всё своё состояние королю Людовику XIII, которого любила как своего родного ребёнка.

## В культуре
Александр Дюма написал роман «Королева Марго», в котором создан популярный в массовой культуре, но далёкий от исторической правды образ Маргариты де Валуа, её подруги Генриетты Клевской и любовника де Ла Моля. По мотивам романа позже была создана пьеса с тем же названием.

## Образ в кинематографе
- 1910 — Королева Марго[фр.], Франция, (реж. Камилл де Морлон[фр.] — в роли королевы Марго — Берт Бови[фр.]
- 1954 — Королева Марго / La Reine Margot (реж. Жан Древиль) — в роли королевы Марго — Жанна Моро
- 1990 — Галантные дамы / Dames galantes (реж. Жан-Шарль Таккелла) — в роли королевы Марго — Марианн Басле
- 1994 — Королева Марго / La Reine Margot (реж. Патрис Шеро) — в роли королевы Марго — Изабель Аджани
- 1996 — Королева Марго (реж. Александр Муратов) — телесериал — в роли королевы Марго — Евгения Добровольская
- 2010 — Генрих Наваррский[фр.] (реж. Йо Байер) — в роли королевы Марго — Армель Дойч
- 2017 — Чёрная легенда о королеве Марго / La légende noire de la Reine Margot (реж. Филипп Вержо / Philippe Vergeot) — документально-игровой — в роли королевы Марго — Эльза де Белиловски / Elsa de Belilovsky
- 2024 (2 сезон) — Королева змей / The Serpent Queen — в роли королевы Марго — Филиппина Вельж